# Calendrier grec

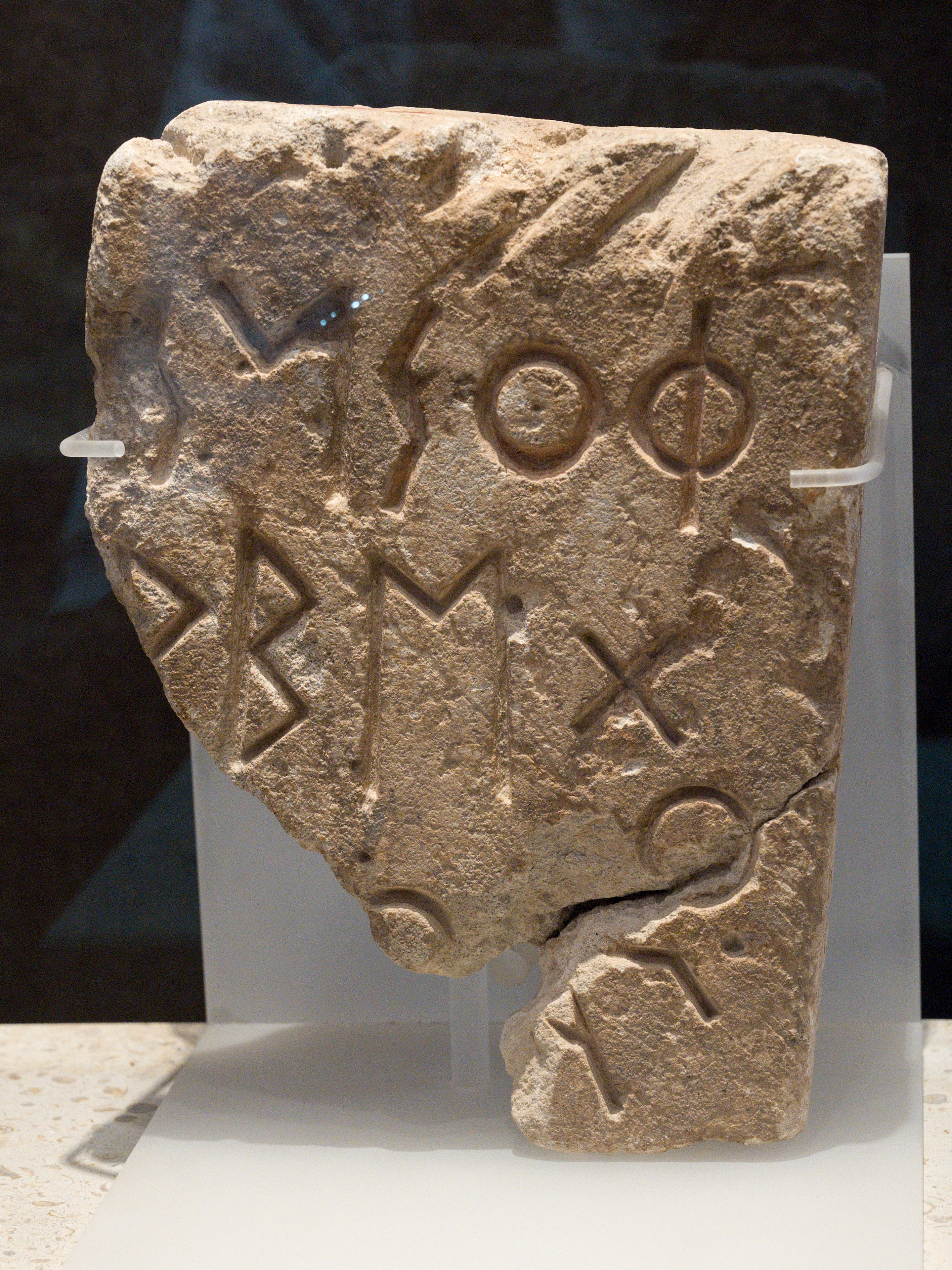
Un calendrier pour les festivals religieux du mois corinthien Foinikaios, 550-500 av. J.-C. (Musée archéologique de l'ancienne Corinthe).

Le calendrier grec n'existe pas en tant que tel dans l'Antiquité. Il faut bien plutôt parler de calendriers (au pluriel). C'est ainsi qu'on a le calendrier attique, en vigueur à Athènes, ou encore le calendrier macédonien. Cela est dû au morcellement de la Grèce en une multitude d'entités politiques, les cités, chacune ayant son système calendaire.

## Origine et évolution
Au départ, c'est un calendrier lunaire. La succession des phases de la lune, selon sa visibilité dans le ciel, dicte les mois et le décompte du temps. La nouvelle lune marque le début d'un cycle, la pleine lune la moitié de ce cycle. Une année est formée de douze mois.
Puis ce calendrier lunaire évolue en prenant en compte les éléments liés à la révolution annuelle du Soleil, c'est-à-dire la succession des saisons, surtout, avec les équinoxes et les solstices. Cela implique d'en allonger la durée et d'en fixer exactement le commencement. Dans la pratique, cela consiste à rajouter des jours à certains mois ou à rajouter un mois à certaines années. Le calendrier devient luni-solaire.

## Période de l'année nouvelle
Selon les cités, la nouvelle année commençait à l'équinoxe d'automne (comme à Sparte), à celle de printemps, au solstice d'été (comme à Athènes) ou d'hiver (comme à Thèbes).
Le printemps était la saison de la guerre par excellence. C'est pourquoi les Romains ont appelé « mars » le mois de l'équinoxe de printemps, du nom du dieu de la guerre appelé Arès par les Grecs.
Mars était d'abord un dieu du printemps et c'est parce que l'armée était réunie au printemps qu'il est devenu un dieu de la guerre.